# Сулук, Аделина
Адели́на Сулу́к (фр. Adélina Soulouque; до замужества — Леве́к; 1795 — после 1867) — супруга президента Гаити Фостена-Эли Сулука. С 1849 по 1859 год — в период правления Сулука как императора Гаити — императрица Гаити.

## Биография
Аделина Левек была дочерью гаитянки Мари Мишель Левек, представительницы смешанной расы. В молодости она была рыбной торговкой.
В отношениях с Фостеном-Эли Сулуком Аделина состояла за много лет до церемонии бракосочетания, ещё в бытность его президентом Гаити. 26 августа 1849 года, ещё не являясь супругой Сулука, Левек была провозглашена императрицей Гаити Аделиной, а в декабре того же года состоялась их свадьба.
В браке с Фостеном-Эли Сулуком Аделина родила единственную дочь, Челиту Сулук, впоследствии не оставившую потомства. Кроме того, у Аделины была ещё одна дочь, Оливия, которую император объявил приёмной в 1850 году, пожаловав ей титул «Её Высочества».

## Императрица
18 апреля 1852 года состоялась торжественная церемония коронации Сулука и Аделины. Подобно Наполеону Бонапарту, император сам возложил корону сперва на себя, а потом — на супругу.
По провозглашении императрицей Аделина Сулук стала получать ежегодное жалование в размере 50 тысяч гурдов. Некоторые субсидии со стороны государства были назначены её отцу, матери, пятерым братьям, трём сестрам и пяти тётушкам, а также другим родственникам. Тётушки императрицы были титулованы: одна из них получила титул герцогини, а четверо остальных стали графинями. Различные титулы, кроме того, были присвоены братьям и сёстрам Аделины, а её родители — князь и княгиня Дериваль и Мари Мишель Левек — удостоились права на обращение «Ваша Светлость». К прочим родственникам предписывалось обращаться словами «монсеньор» или «мадам» («мадемуазель»). Дочь Аделины, Оливия, получила титул принцессы Гаити.
Подобно императору, Аделина имела свою собственную свиту. Как впоследствии вспоминал Джон Бигелоу (1817—1911), посещавший Гаити в период правления Фостена I, штат императрицы составляли «главный администратор, две почтенные дамы, две камеристки, пятьдесят шесть придворных дам, двадцать две молельщицы, евнухи, конюхи и пажи». Все женщины — приближённые императрицы — были княжнами, графинями, баронессами, маркизами и т. д., или же супругами рыцарей.
Известно, что Аделина, как и Фостен, увлекалась религиозными верованиями вуду.

## В изгнании
22 января 1859 года семья императора Фостена I покинула Гаити, спасаясь от революционных событий в стране, и бежала на Ямайку, где поселилась в Кингстоне. Дальнейшая судьба Аделины Сулук неизвестна, за исключением того, что она пережила своего супруга, ушедшего из жизни в 1867 году, и, соответственно, умерла позже него.

## Личность
По описанию российского журнала «Пантеон», внешний облик Аделины «вполне соответствовал прежнему её званию».